# Stoebe
 Stoebe  L., 1753 è un genere di piante angiosperme dicotiledoni della famiglia delle Asteraceae (sottofamiglia Asteroideae, tribù Gnaphalieae e sottotribù Gnaphaliinae).

## Etimologia
Il nome del genere deriva dalla lingua greca antica e significa "ripieno, imbottitura o mucchio", ma potrebbe significare anche "calpestare con fermezza" oppure "cuscino". Teofrasto (371 a.C. – Atene, 287 a.C.), un filosofo e botanico greco antico, discepolo di Aristotele, autore di due ampi trattati botanici e Gaio Plinio Secondo (Como, 23 – Stabiae, 25 agosto 79), scrittore, ammiraglio e naturalista romano,  hanno usato questo nome per designare una pianta ruvida e spinosa.
Il nome scientifico del genere è stato definito dal botanico Carl Linnaeus (1707-1778) nella pubblicazione " Species Plantarum" (  Sp. Pl. 2: 831 ) del 1753.

## Descrizione

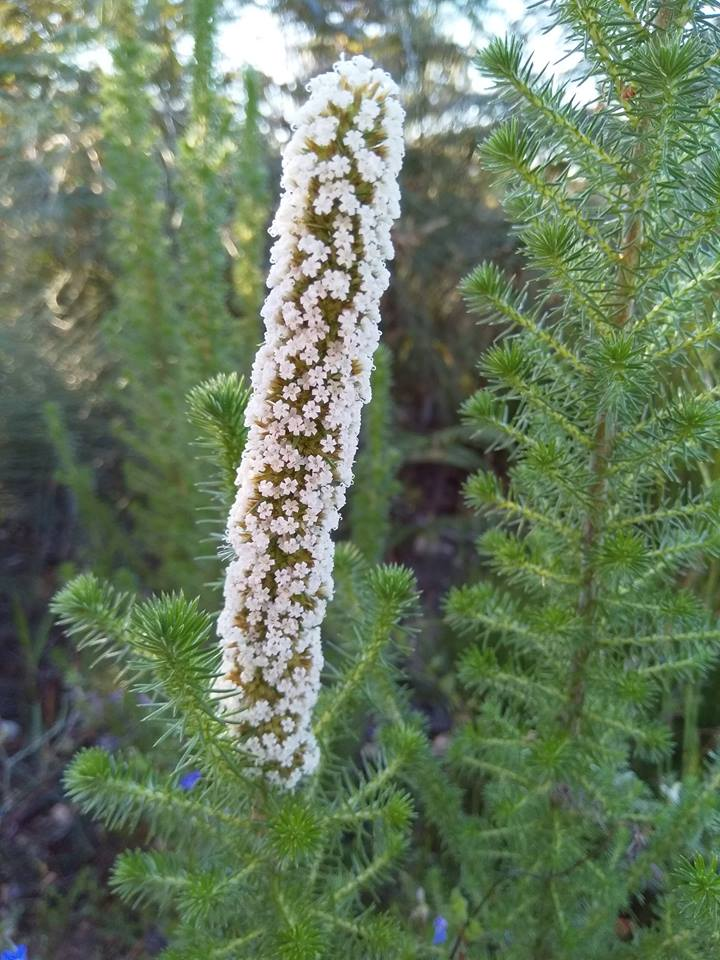
Il portamento
Stoebe alopecuroides

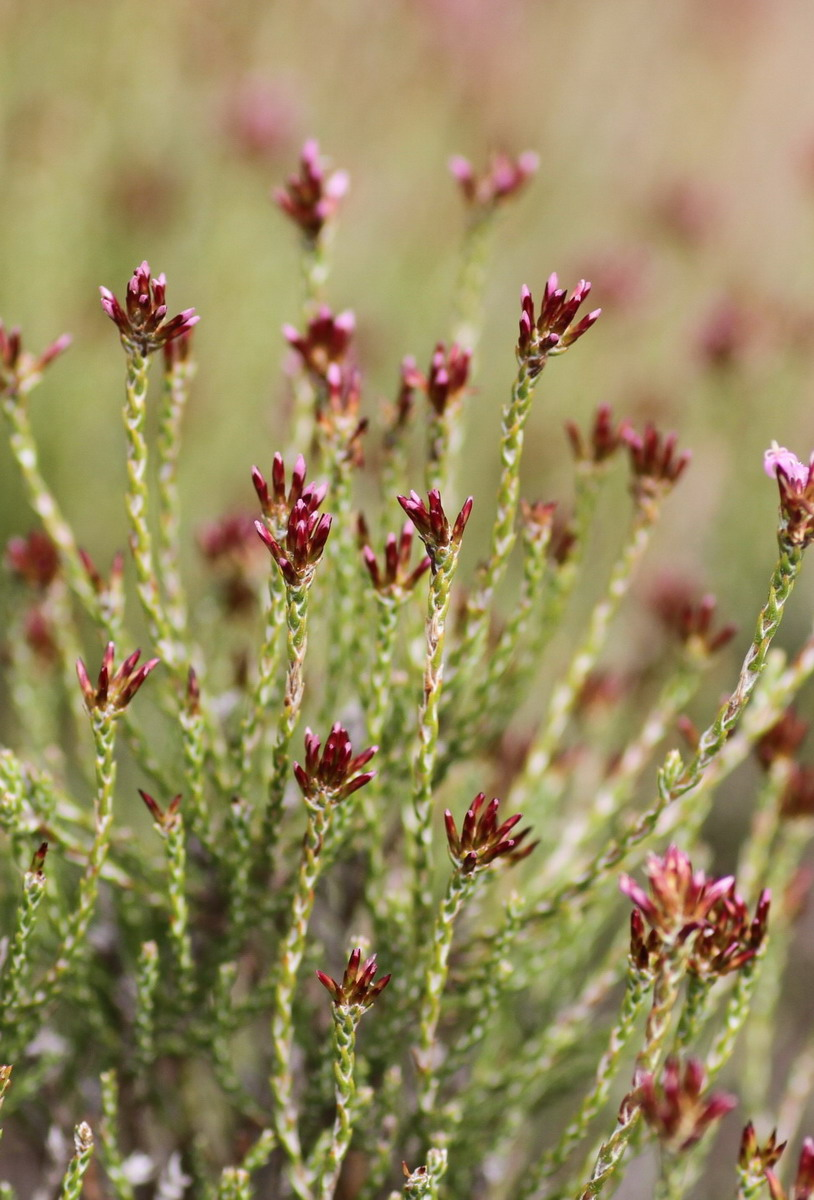
Le foglie
Stoebe fusca

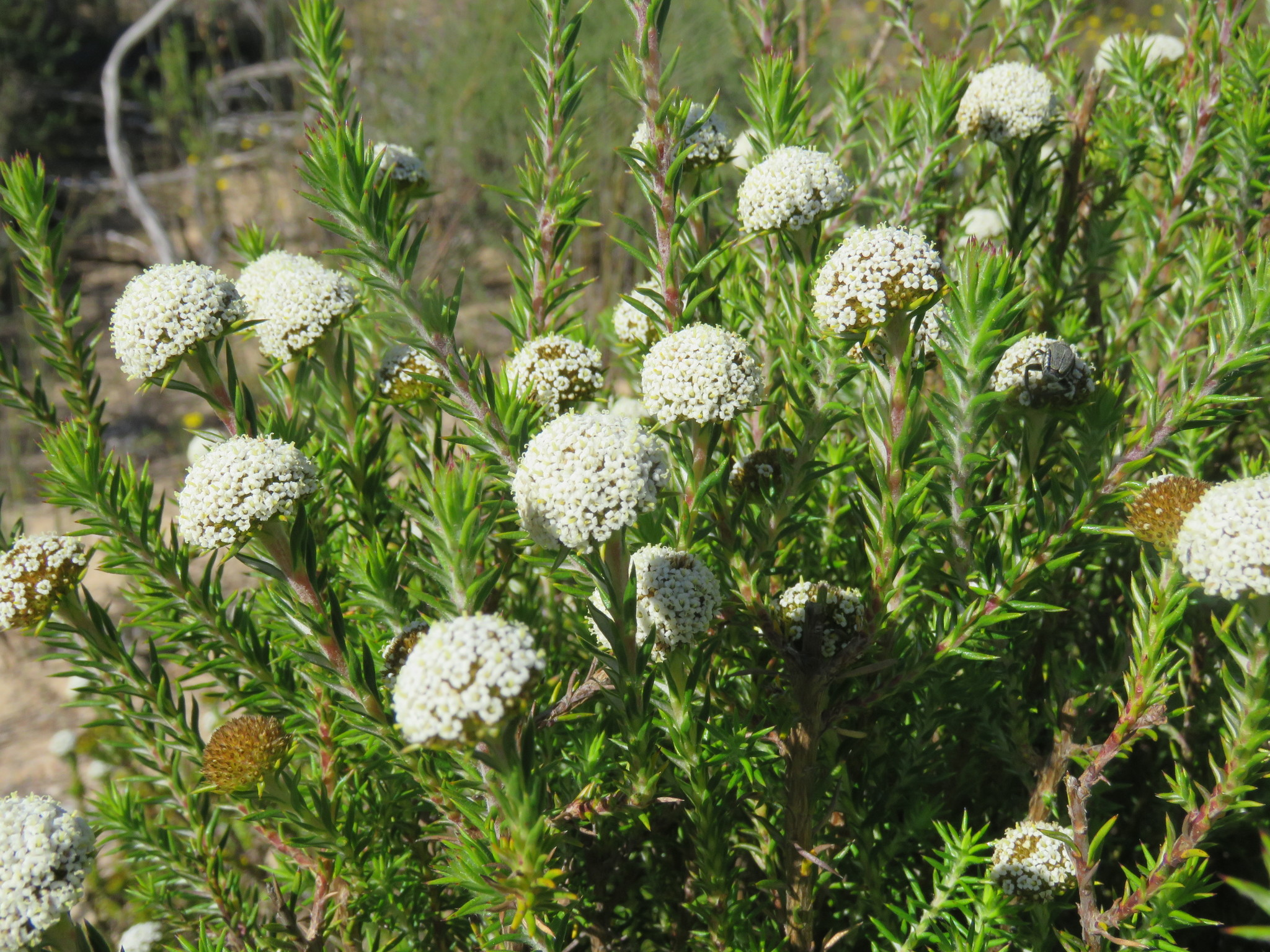
Infiorescenza
Stoebe aethiopica

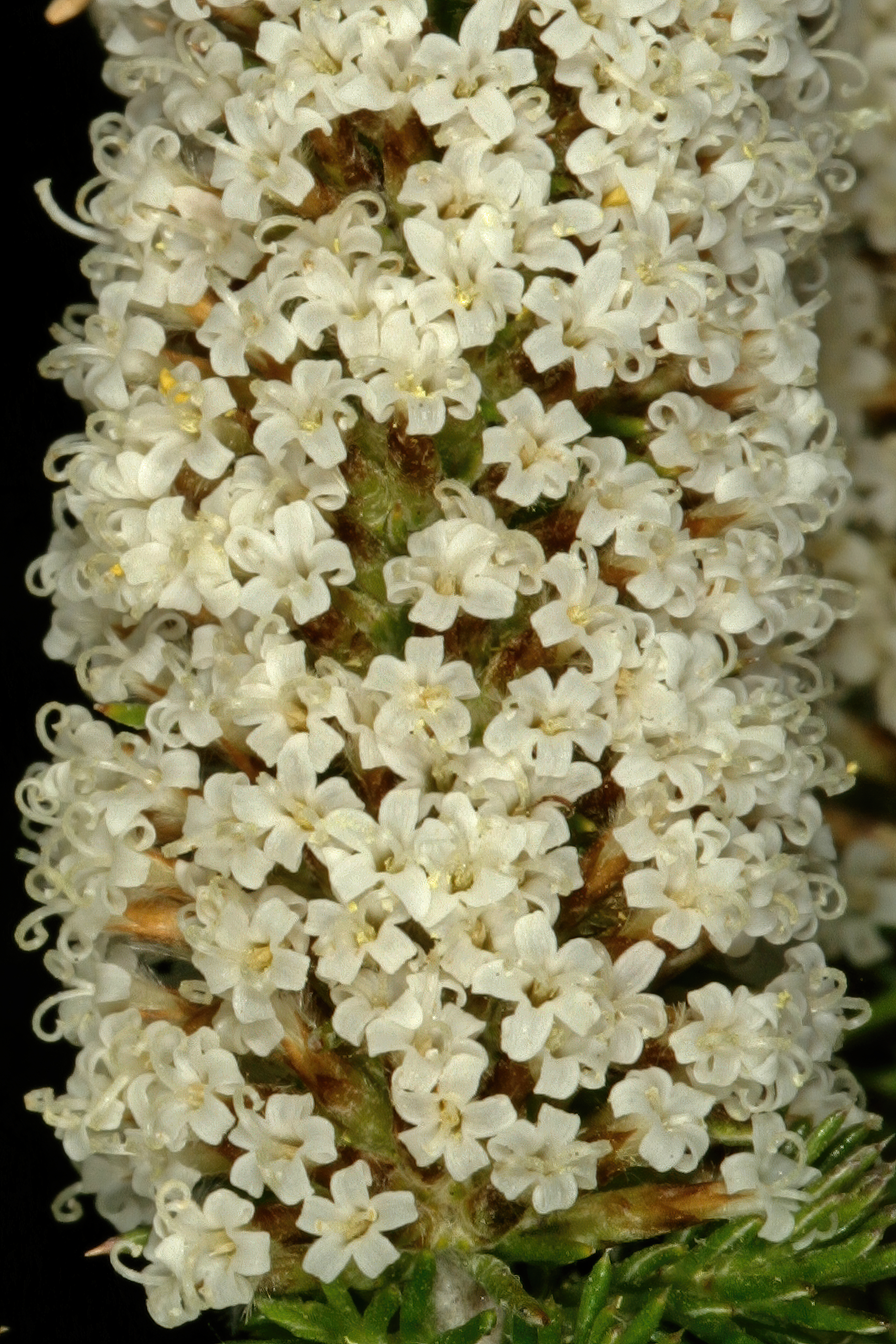
I fiori
Stoebe alopecuroides

Habitus. Le specie di questo genere hanno un habitus di tipo arbustivo. I cauli di queste piante sono provvisti del floema, ma non di canali resiniferi; mentre i sesquiterpeni lattoni sono normalmente assenti (piante senza lattice).
Fusto. La parte aerea in genere è eretta, semplice o ramosa.
Foglie. Le foglie in genere sono disposte in modo alternato e sono quasi sempre sessili. La lamina è intera, contorta con forme generalmente strette; i margini sono continui e revoluti. La superficie è sparsamente tomentosa o lanosa (in particolare quella adassiale). Le foglie a volte sono solcate e decussate.
Infiorescenza. Le sinflorescenze sono sia scapose che composte da diversi capolini raccolti in formazioni corimbose. Le infiorescenze vere e proprie sono formate da un capolino terminale peduncolato di tipo discoide (con fiori omogami). I capolini sono formati da un involucro, con forme da cilindriche a campanulate, composto da diverse brattee, al cui interno un ricettacolo fa da base ai fiori. Le brattee, glabre o pelose a consistenza cartilaginea, sono disposte in modo più o meno embricato su più serie e possono essere connate alla base (strati di stereoma indiviso);  talora possono avere un margine ialino. Il ricettacolo è nudo ossia senza pagliette a protezione della base dei fiori; la forma è piatta.
Fiori.  I fiori (generalmente uno per capolino) sono tetra-ciclici (formati cioè da 4 verticilli: calice – corolla – androceo – gineceo) e pentameri (calice e corolla formati da 5 elementi). Sono inoltre tubulosi, attinomorfi e si distinguono in:
- fiori del disco esterni: sono assenti;
- fiori del disco centrali: sono ermafroditi.

In questo gruppo di piante i fiori radiati (ligulati o del raggio) sono assenti; a volte sono confusi con i fiori femminili (tubulosi) del disco esterno più o meno sub-zigomorfi con un lembo piatto e possono essere interpretati come fiori del raggio.
- Formula fiorale:

*/x K {\displaystyle \infty }, [C (5), A (5)], G 2 (infero), achenio
- Calice: i sepali del calice sono ridotti ad una coroncina di squame.
- Corolla: la forma della corolla normalmente è tubolare con 5 lobi; i lobi hanno una forma allargata e incurvata. Il colore della corolla è porpora o bianco o rosato.
- Androceo: l'androceo è formato da 5 stami sorretti da filamenti generalmente liberi; gli stami sono connati e formano un manicotto circondante lo stilo; le teche (produttrici del polline) sono prive di sperone, ma hanno la coda (una sola); le appendici apicali delle antere hanno delle forme piatte; il tessuto endoteciale (rivestimento interno dell'antera) è quasi sempre polarizzato (con due superfici distinte: una verso l'esterno e una verso l'interno). Il polline è di tipo echinato (con punte sporgenti) a forma sferica è formato inoltre da due strati di ectesine, mentre lo strato basale è spesso e regolarmente perforato (tipo “gnafaloide”).[8]
- Gineceo: l'ovario è infero uniloculare formato da 2 carpelli. Lo stilo (il recettore del polline) è intero o biforcato con due stigmi nella parte apicale. Gli stigmi hanno una forma troncata; possono essere ricoperti da minute papille o avere dei penicilli apicali. Le superfici stigmatiche sono separate. I nettari sono quasi sempre presenti.[8]

Frutti. I frutti sono degli acheni con pappo. Gli acheni sono piccoli a forma variabile da oblunga a obovoidale; la superficie è glabra; il pericarpo può essere percorso longitudinalmente da alcuni fasci vascolari. Il pappo in genere ridotto, è formato da setole capillari (piumose o barbate) connate alla base. Il pappo può essere assente.

## Biologia
Impollinazione: l'impollinazione avviene tramite insetti (impollinazione entomogama tramite farfalle diurne e notturne).

Riproduzione: la fecondazione avviene fondamentalmente tramite l'impollinazione dei fiori (vedi sopra).

Dispersione: i semi (gli acheni) cadendo a terra sono successivamente dispersi soprattutto da insetti tipo formiche (disseminazione mirmecoria). In questo tipo di piante avviene anche un altro tipo di dispersione: zoocoria. Infatti gli uncini delle brattee dell'involucro (se presenti) si agganciano ai peli degli animali di passaggio disperdendo così anche su lunghe distanze i semi della pianta. Inoltre per merito del pappo il vento può trasportare i semi anche a distanza di alcuni chilometri (disseminazione anemocora).

## Distribuzione e habitat
Le specie di questo genere sono distribuite in Sudafrica.

## Tassonomia
La famiglia di appartenenza di questa voce (Asteraceae o Compositae, nomen conservandum) probabilmente originaria del Sud America, è la più numerosa del mondo vegetale, comprende oltre 23.000 specie distribuite su 1.535 generi, oppure 22.750 specie e 1.530 generi secondo altre fonti (una delle checklist più aggiornata elenca fino a 1.679 generi). La famiglia attualmente (2021) è divisa in 16 sottofamiglie; la sottofamiglia Asteroideae è una di queste e rappresenta l'evoluzione più recente di tutta la famiglia.

### Filogenesi
Il genere di questa voce è descritto nella tribù Gnaphalieae, una delle 21 tribù della sottofamiglia Asteroideae. Da un punto di vista filogenetico, la tribù Gnaphalieae fa parte del supergruppo (o sottofamiglia) "Asteroideae grade"; l'altro è il supergruppo "Non-Asteroideae" contenente il resto delle sottofamiglie delle Asteraceae. All'interno del supergruppo è vicina alle tribù Senecioneae, Calenduleae, Astereae e Anthemideae.
La sottotribù Gnaphaliinae è caratterizzata da portamenti di vario tipo con specie ginomonoiche e monoiche, da foglie con margini interi, da capolini disciformi omogami o eterogami e raramente radiati (o subradiati), dallo stilo con rami troncati e superfici stigmatiche separate apicalmente, da acheni glabri o con tricomi allungati e pappo ridotto.
Il genere della specie di questa voce appartiene al clade Stoebe, un gruppo informale della sottotribù Gnaphaliinae che occupa una posizione centrale nell'ambito filogenetico della sottotribù.
I caratteri distintivi del genere  Stoebe sono:
- i capolini hanno un solo fiore;
- le brattee dell'involucro sono cartilaginee;
- i lobi dei fiori hanno una forma allargata e incurvata e sono colorati di porpora, bianco o rosato;
- I nettari sono quasi sempre presenti

Il numero cromosomico delle specie di questo genere è: 2n = 16.

### Elenco delle specie
Questo genere ha 17 specie:
- Stoebe aethiopica L.
- Stoebe alopecuroides  (Lam.) Less.
- Stoebe bruniades  Levyns
- Stoebe capitata  P.J.Bergius
- Stoebe cyathuloides  Schltr.
- Stoebe fusca  (L.) Thunb.
- Stoebe gomphrenoides  P.J.Bergius
- Stoebe leucocephala  DC.
- Stoebe microphylla  DC.
- Stoebe montana  Schltr. ex Levyns
- Stoebe muirii  Levyns
- Stoebe nervigera  (DC.) Sch.Bip.
- Stoebe phyllostachya  (DC.) Sch.Bip.
- Stoebe prostrata  L.
- Stoebe rosea  Wolley-Dod
- Stoebe rugulosa  Harv.
- Stoebe schultzii  Levyns

### Sinonimi
Sono elencati alcuni sinonimi per questa entità:
- Gymnachaena Rchb. ex DC.
- Perotriche  Cass.